# Karpo
Karpo (altgriechisch Καρπώ Karpṓ, von καρπόειν karpóein, deutsch ‚Frucht bringen‘, auch Xarpo, Carpo; Göttin der Früchte) ist eine der drei Horen.
Ihre Eltern sind wahrscheinlich Zeus und Themis. Ihre Geschwister sind Auxo (Göttin des Wachsens) und Thallo (Göttin des Blühens). Karpo wird mit Reife, Ernte und Herbst assoziiert. Mit ihnen bildet sie die Gruppe der Horen (schöne, den Menschen wohlgesinnte Göttinnen der Jahreszeiten). Weitere Geschwister sind die Moiren.
Seit Hesiod werden auch die sittlichen Mächte Eunomia (gesetzliche Ordnung), Dike (Recht) und Eirene (Frieden) Horen genannt.